# Pierre-Bienvenu Noailles
Pierre-Bienvenu Noailles (Burdeos, 27 de octubre de 1793-8 de febrero de 1861), también conocido por su nombre castellanizado Pedro Bienvenido Noailles, fue un sacerdote católico francés, fundador de la Congregación de la Sagrada Familia de Burdeos. Es considerado venerable en la Iglesia católica.

## Biografía
Noailles nació en Burdeos durante el periodo francés conocido como el Terror. Luego de vivir una vida alejada de la religión católica vivió un proceso personal de conversión, luego de la muerte de su padre (1810). Se trasladó a París para estudiar Derecho. Terminada su carrera, en 1816, ingresó a la Compañía de Sacerdotes de San Sulpicio en la localidad de Issy-les-Moulineaux. Fue ordenado sacerdote en la Iglesia de San Sulpicio de París, el 5 de junio de 1819. Su primera actividad pastoral la ejerció como párroco de la iglesia de Santa Eulalia de Burdeos.
La obra de Pedro Bienvenido Noailles como sacerdote se ve marcada sobre todo en su vocación de fundador. Fueron numerosas las congregaciones religiosas y sociedades por él fundadas. Noailles dio vida a la Congregación Hijas de Loreto (conocidas hoy como Hermanas de la Sagrada Familia de Burdeos), el 28 de mayo de 1820. En 1822 fundó en París la Sociedad de Sacerdotes Pobres, y ese mismo año, a las Hermanas de la Inmaculada Concepción de Pauillac. Además de estos, se deben a él, las fundaciones de la Asociación de la Sagrada Familia, que juntaba sus anteriores fundaciones en un único organismo. A su paso por Bélgica fundó las congregaciones de las Hermanas Agrícolas, las hermanas de Santa Marta (ambas en 1856) y las hermanas solitarias (en 1859).
El sacerdote fundador murió en 1861 con fama de santo. El proceso informativo en pro a su beatificación fue incoado el 23 de junio de 1944. fue declarado venerable por el papa Juan Pablo II el 8 de febrero de 1988. Según el proceso en la Iglesia católica, una vez probada la heroicidad de sus virtudes, se espera a un milagro obtenido por su intercesión para ser beatificado.